# Eric Lamaze
Eric Lamaze (Montreal, 17 de abril de 1968) é um ginete canadense, especialista em saltos, campeão olímpico em Pequim 2008; conhecido por seu cavalo Hickstead, falecido em 2011.

## Carreira
Eric Lamaze representou seu país nos Jogos Olímpicos de 2008 e 2012, na qual conquistou a medalha de ouro nos saltos por individual, e prata por equipes em 2008 com Hicksted.
Na Rio 2016, Lamaze foi medalhista de bronze com o cavalo Fine Lady 5.